# Pinus hakkodensis
Pinus hakkodensis é uma espécie de conífera da família Pinaceae.
Apenas pode ser encontrada no Japão.